# Progresso FM
Progresso FM é uma estação de rádio brasileira, sediada em Juazeiro do Norte, no estado do Ceará. Opera em 105.1 FM MHz.
É conhecida nacionalmente por ser a primeira migrante do AM para o FM no Brasil, concretizada em 18 de março de 2016, passando a operar em 97,9 mHz. Atualmente, opera em 105,1 mHz desde 27 de dezembro de 2019, devido a promoção de classe.

## História
A emissora surgiu em 1° de maio de 1967, pertencendo a família de políticos Bezerra de Menezes e operando em AM 1310 kHz. Devido ser pioneira na migração das rádios AM para o FM, utiliza-se do slogan "A primeira do Brasil".